# Черняхівська волость (Київський повіт)
Черняхівська волость — адміністративно-територіальна одиниця Київського повіту Київської губернії.
Станом на 1886 рік складалася з 4 поселень, 3 сільських громад. Населення — 6421 особа (5380 чоловічої статі та 5364 — жіночої), 924 дворових господарства.
|                     | Площа, десятин | У тому числі орної, дес. |
| ------------------- | -------------- | ------------------------ |
| Сільських громад    | 6998           | 5190                     |
| Приватної власності | 18             | 10                       |
| Казенної власності  | —              | —                        |
| Іншої власності     | 100            | 59                       |
| Загалом             | 5259           | 6408                     |

Основні поселення волості:
- Черняхів — колишнє власницьке село при річці Суха Бобриця, 4354 особи, 696 двори, православна церква, каплиця, 4 постоялих будинки, 4 лавки. За 2 версти — шовковична плантація.
- Верем'я — колишнє власницьке село при річці Суха Бобриця, 1379 осіб, 208 дворів, православна церква, школа, 3 постоялих будинки, лавка.
- Новоселиця — колишнє державне село при річці Горохуватка, 647 осіб, 87 дворів, постоялий будинок.